# Berwyn (Illinois)
Berwyn is een plaats (city) in de Amerikaanse staat Illinois, en valt bestuurlijk gezien onder Cook County.

## Demografie
Bij de volkstelling in 2000 werd het aantal inwoners vastgesteld op 54.016. In 2006 is het aantal inwoners door het United States Census Bureau geschat op 50.820, een daling van 3196 (−5,9%).

## Geografie
Volgens het United States Census Bureau beslaat de plaats een oppervlakte van 10,1 km², geheel bestaande uit land. Berwyn ligt op ongeveer 184 m boven zeeniveau.

### Plaatsen in de nabije omgeving
De onderstaande figuur toont nabijgelegen plaatsen in een straal van 4 km rond Berwyn.

## Bezienswaardigheden
Van 1989 tot 2 mei 2008 bevond het beeldhouwwerk Berwyn Car spindle van Dustin Shuler er zich.